# Бананал (остров)
Банана́л (порт. Ilha do Bananal) — речной остров в Бразилии, расположенный в среднем течении реки Арагуаи (левого притока реки Токантинс), протекающей по Бразильскому плоскогорью.

## Описание
Длина этого острова, образовавшегося при разветвлении Арагуаи на два рукава, — до 300 км, ширина — до 160 км. Площадь составляет 19 162 км², что немногим меньше площади такой страны, как Словения, и более чем вдвое превышает площадь средиземноморского острова Кипра. Бананал считается крупнейшим речным островом в мире: Маражо (самый большой остров Бразилии), расположенный в расширении эстуария Амазонки, не может быть признан речным островом, так как омывается помимо реки также Атлантическим океаном).
Административно Бананал относится к штату Токантинс, к западу через реку расположен штат Мату-Гросу. В 1973 году южная часть острова, составляющая примерно две трети его площади, признана индейской территорией (Terra Indígena Parque do Araguaia). Постоянно на острове проживают лишь индейцы народа каража, принадлежащие к четырём племенам. Местные жители занимаются рыболовством, охотой, выращивают маниок, кукурузу, тыквы и пр. Из прикладных ремёсел преобладают плетение, гончарство, в частности фигурная керамика, изготовление глиняных расписных статуэток, составление украшений из перьев. Всё это вызывает интерес любителей этнотуризма.
Северная часть, занимающая около трети площади Бананала, относится к национальному парку Арагуая, популярному среди экотуристов. Природа острова известна биоразнообразием, которое здесь стремятся сохранить. Для Арагуаи, воды которой окружают Бананал, характерна пышная прибрежная растительность. На острове обитает свыше 55 видов животных, в реке водится рыба 2500 видов. Самый крупный представитель млекопитающих — ягуар, а в речных водах встречается арапаима, длина которой обычно составляет до 2 м, но отдельные особи достигают 3 м, а то и более. Кроме того, здесь расположены водно-болотные угодья, имеющие международное значение и охраняемые Рамсарской конвенцией.
Остров не соединён с берегом мостами, и сообщение в основном осуществляется при помощи водного транспорта.

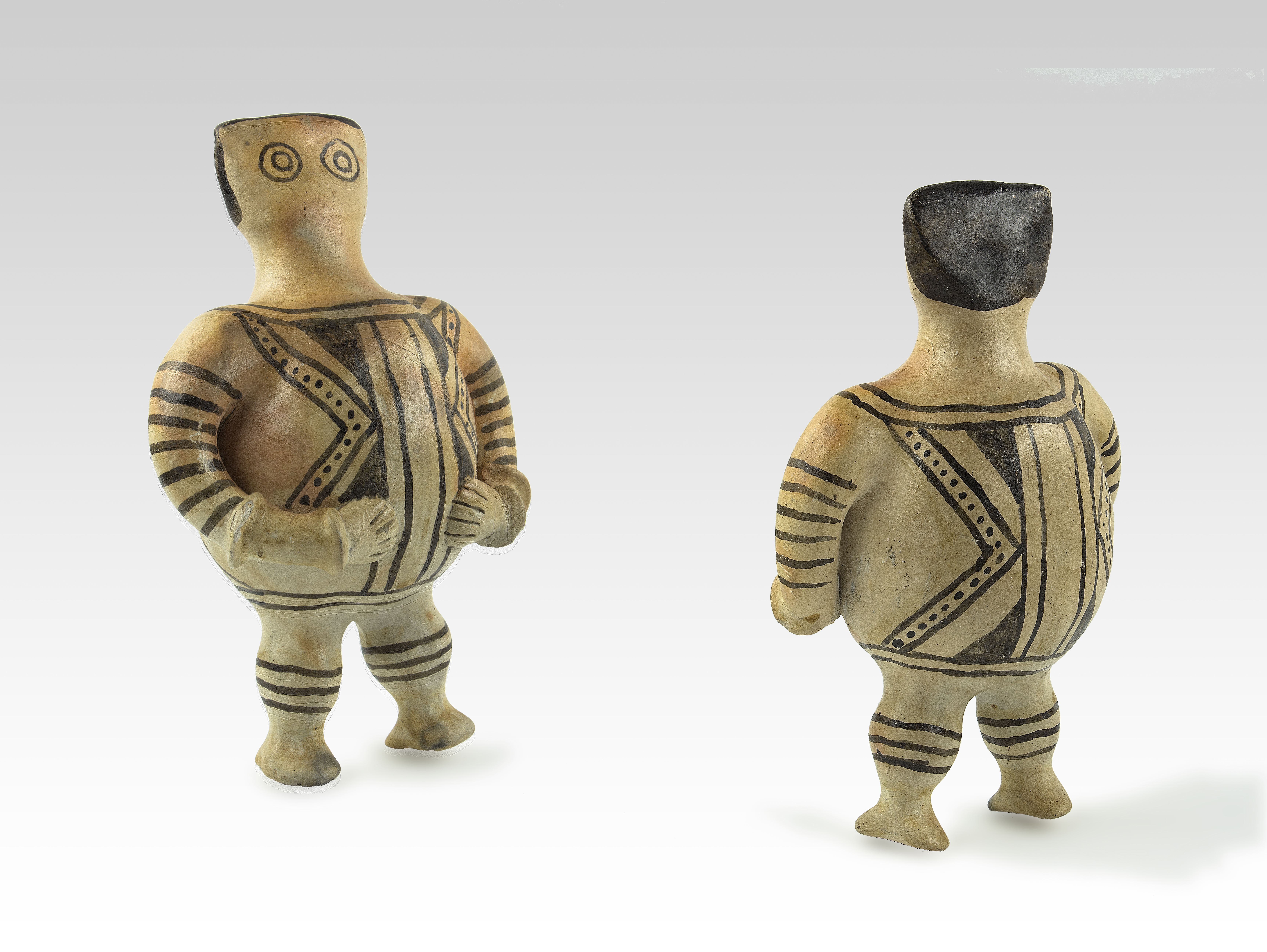
Керамическая статуэтка мифического существа (17,0 × 11,5 × 7,0 см) — образец изделий культуры каража[3].Тулузский музей